# Damó Oszkár
Damó Oszkár (eredeti neve: Devits Oszkár) (Szeged, 1886. március 5. – Miskolc, 1927. január 21.) magyar író, újságíró, filmrendező.

## Életpályája
1904–1905 között a Szegedi Napló, majd a Szegedi Friss Újság és a Szegedi Híradó belső munkatársa volt. Szegedről Egerbe ment. 1905–1914 között az Egri Újság alapító-szerkesztője volt. 1912-ben moziüzemet hozott létre. 1912–1913 között az Astra Filmgyár főrendezője volt. 1913–1914 között a Magyarország riportere, valamint a Budapest vezércikkírója volt. 1914–1918 között haditudósító volt. 1919-ben a Mozgóképüzemek Központi Tanácsának titkára, majd politikai megbízottja volt. 1919 után a miskolci Reggeli Hírlap újságírója volt. 1920-ban Csehszlovákiába emigrált. 1924-ben Ungváron élt. 1925-ben tért haza; 1925–1927 között ismét a miskolci Reggeli Hírlap újságírója volt. A mindszenti temetőben temették el; sírja már nem létezik.

## Filmjei
- Göre Gábor bíró úr kalandozásai Budapesten (1913)
- Ali rózsáskertje (1913)
- Göre Marcsa lakodalma (1915)
- Barlanglakók (1915)
- A lelkiismeret (1919)
- A dada (1919)
- Viola, az alföldi haramia (1920)

## Művei
- Napsugárban (elbeszélés, 1904)
- A tanyai földesúr (regény, 1907)
- Áldomás (vígjáték, 1912)
- Urak és parasztok (1913)